# Laçıni járás
A Laçıni járás (azeri nyelven:Laçın rayonu) Azerbajdzsán egyik járása. Székhelye Laçın.

A Laçıni járás elhelyezkedése Azerbajdzsánban

## Népesség
- 1999-ben 63 162 lakosa volt, melyből 58 058 azeri, 5073 kurd, 18 orosz és ukrán, 8 török, 2 lezg, 1 avar, 1 tatár.
- 2009-ben 69 087 lakosa volt, melyből 66 671 azeri, 1914 kurd, 464 török, 28 orosz, 3 lezg, 2 tatár, 5 egyéb.